# Foraker-Gletscher
Der Foraker-Gletscher ist ein 24 km langer Talgletscher im Denali-Nationalpark in der Alaskakette in Alaska (USA). 

## Geografie
Das Nährgebiet des Gletschers befindet sich an der Nordflanke von Mount Foraker. Der Gletscher strömt anfangs in nordnordöstlicher Richtung, später nach Nordwesten. Das untere Gletscherende liegt auf einer Höhe von etwa 900 m und bildet den Ursprung des Foraker River. Die Gletscherbreite liegt bei 1200 m.